# Khaama Press
The Khaama Press News Agency – jeden z największych portali informacyjnych w Afganistanie. Założony w 2010 przez Khushnood Nabizada. Dostępny w językach: angielskim, paszto i perskim.